# Archizelmiridae
Archizelmiridae — вымершее семейство длинноусых двукрылых, представленное тремя родами Archizelmira, Burmazelmira и Zelmiarcha.

## Распространение
Семейство было впервые описано в 1962 году Б.Б. Родендорфом по отпечатку из верхнеюрских отложений хребта Каратау (Казахстан). Впоследствии Гримальди с соавт. (Grimaldi et al. 2003) описали новые виды и роды Archizelmiridae из нижнемеловых отложений местонахождения Байса в Сибири и из меловых ископаемых смол Ливана, США и Мьянмы.  В 2018 году в испанском меловом янтаре был обнаружен новый вид Burmazelmira grimaldii Arillo et al., 2018, к телу которого прицепился тромбидиформный клещ Leptus.